# Budapest Open Access Initiative

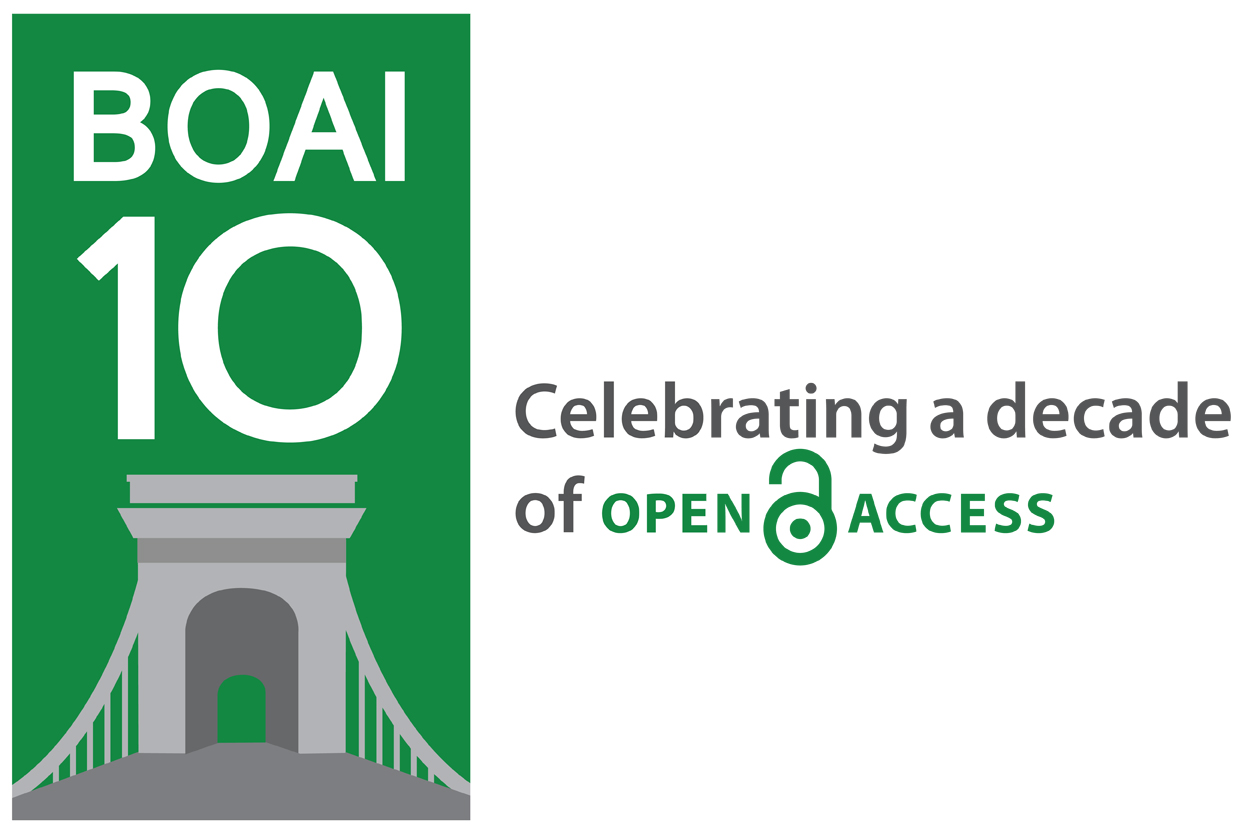
Logo de la celebració del 10è aniversari de la Budapest Open Access Initiative el 2012, amb el Pont de les Cadenes de Budapest

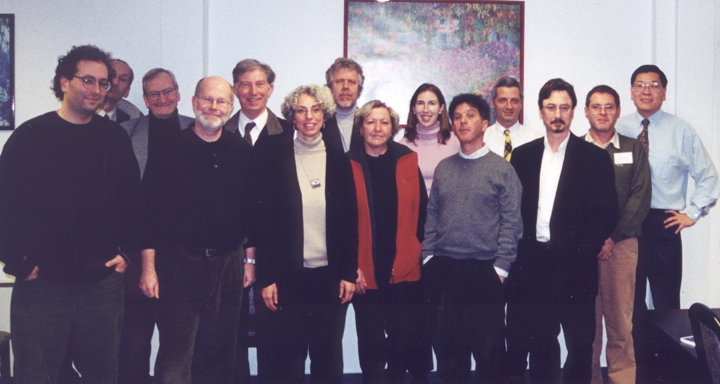
Els participants en la reunió de Budapest, l'1 de desembre de 2001

La Budapest Open Access Initiative (BOAI) és una proposta adoptada en una reunió realitzada a Budapest per l'Open Society Institute (OSI) els dies 1 i 2 de desembre de 2001, que es convertí en una declaració de principis relatius a l'accés obert a la literatura de recerca, en fer-se pública el 14 de febrer de 2002. El propòsit de la reunió i la iniciativa va ser accelerar l'esforç internacional per tal d'aconseguir l'accés lliure (Open Access) als articles de recerca en tots els camps acadèmics.
Gràcies a la Budapest Open Access Initiative els principis sobre l'accés obert van rebre per primera vegada atenció política i, també, suport a escala internacional. Malgrat que s'hi ha fet algunes modificacions, els principis bàsics d'aquesta declaració han esdevingut vinculants per a posteriors declaracions i per a la comprensió del concepte d'accés obert.

## Iniciativa
El començament de la Budapest Open Access Initiative descriu molt bé el que és el moviment d'accés obert i també el seu potencial:
| «                                                                          | ... Una vella tradició i una nova tecnologia han convergit per fer possible un bé públic sense precedents. La vella tradició és la voluntat de científics i estudiosos de publicar els fruits de les seves investigacions en revistes científiques sense pagament, pel bé de la investigació i el coneixement. La nova tecnologia és Internet. El bé públic que fan possible és la distribució a tot el món de l'electrònica de la literatura revista revisada per parells i l'accés completament lliure i sense restriccions per a tots els científics, acadèmics, professors, estudiants i altres ments curioses. Eliminar les barreres d'accés a aquesta literatura accelerarà la investigació, enriquirà l'educació, compartir l'aprenentatge dels rics amb els pobres i els pobres amb els rics, fan d'aquesta literatura tan útil com pot ser, i establir les bases per unir a la humanitat en un intel·lectual comú la conversa i la recerca del coneixement.... | » |
| — Budapest Open Access Initiative, 14 de febrer de 2002, Budapest, Hongria | |   |

## Definició d'accés obert
La Budapest Open Access Initiative (BOAI) defineix l'accés obert i planteja dues estratègies per aconseguir-ho. La definició de la BOAI, àmpliament acceptada, consisteix en dos principis bàsics: la disponibilitat gratuïta a Internet, de manera pública, sense barreres de caràcter econòmic, legal o tècnic i el permís a qualsevol usuari per poder llegir, descarregar, copiar, distribuir, imprimir, cercar o enllaçar amb el text complet dels articles o poder usar-los per a qualsevol altre propòsit legal. Segons aquesta iniciativa, solament es garanteix a l'autor el dret de controlar la integritat del seu treball i ser adequadament conegut i citat.

Les dues estratègies plantejades per la BOAI per aconseguir l'accés obert són:
- la publicació d'articles en revistes d'accés obert (també coneguda com a ruta daurada)
- el dipòsit dels articles per part dels autors o self-archiving (‘autoarxiu', també conegut com a ruta verda).

BOAI és important per diverses raons. La mateixa iniciativa serveix per a l'auto-arxiu i en el llançament de noves revistes d'accés obert, dos enfocaments compatibles que sovint han estat perseguits en forma aïllada. S'aplica a tots els camps acadèmics, no només a les ciències. S'acompanya d'un FAQ molt detallat.
El document conté, doncs, una de les definicions més utilitzades d'accés obert, que posteriorment ha estat reafirmada com la definició d'accés lliure, 10 anys després de la seva primera publicació:
| « | ...Per "accés obert" a [la literatura científica], ens referim a la seva disponibilitat gratuïta a Internet públic, permetent a qualsevol usuari llegir, descarregar, copiar, distribuir, imprimir, buscar o enllaçar els textos complets d'aquests articles, recórrer per indexació, passar-los com dades per programari, o utilitzar-los per qualsevol altre propòsit legal, sense barreres financeres, legals o tècniques diferents de les fonamentals de la connexió a la pròpia Internet. L'única limitació a la reproducció i distribució, i l'única funció dels drets d'autor en aquest àmbit, ha de ser la de donar als autors el control sobre la integritat del seu treball i el dret a ser adequadament reconeguts i citats.... | » |
| — The Budapest Open Access Initiative after 10 years. Budapest Open Access Initiative, 12 de setembre de 2012, Budapest, Hongria | |   |

La iniciativa va comptar amb el patrocini de 3 milions de dolars de subvenció de l'Open Society Institute (OSI).